# Agouahin
Agouahin est une localité sud de la Côte d'Ivoire dans le District des Lagunes, appartenant à la région de l'Agnéby-Tiassa. Agouahin est un village rattaché à la sous-préfecture de Grand-Morié dans le département d'Agboville. 